# Henrik Ojamaa
Henrik Ojamaa, né le 20 mai 1991 à Tallinn, est un footballeur international estonien. Il évolue au poste d'attaquant ou de milieu de terrain au Flora Tallinn.
Son frère Hindrek est également footballeur, et joue actuellement pour le champion d'Estonie en titre, le Levadia Tallinn.

## Biographie

### Connaît la réussite en Écosse
Le 22 mai 2012, Henrik Ojamaa est appelé en équipe nationale estonienne, et joue son premier match international trois jours plus tard contre la Croatie. Lors de ce match amical, il est associé en attaque au meilleur buteur de l'histoire du pays, Andres Oper. L'Estonie s'incline trois buts à un.

### Une saison au Legia Varsovie
Le 6 juin 2013, Henrik Ojamaa signe un contrat de trois ans avec le Legia Varsovie, champion de Pologne en titre. Des contacts avaient été précédemment établis avec un autre club polonais, le Lech Poznań, mais le club écossais avait finalement refusé son offre de transfert. Le 27 juillet, Ojamaa dispute son premier match avec le Legia, contre le Pogoń Szczecin (victoire trois à zéro). Moins d'une semaine plus tard, il inscrit son premier but en Ekstraklasa, face au Podbeskidzie Bielsko-Biała. Sur la lancée de son passage à Motherwell, Ojamaa prend une place importante dans le jeu du Legia, en jouant 44 matches toutes compétitions confondues. Il obtient son premier titre en remportant le championnat.
Toutefois, avec le recrutement de nouveaux joueurs la saison suivante, l'Estonien est poussé vers la sortie.

### Différents prêts
En août 2014, Henrik Ojamaa est prêté pour six mois à son ancien club, Motherwell. Il y joue là aussi régulièrement, mais décide en janvier 2015 de ne pas prolonger son prêt, alors qu'il en avait la possibilité.
Quelques jours plus tard, il est de nouveau prêté par le Legia, au club norvégien du Sarpsborg 08 FF.
Le 31 janvier 2017, il est prêté à Dundee

## Palmarès
- Championnat de Pologne : 2014
- Championnat d'Estonie : 2022, 2023